# Under jagande moln
Under jagande moln från 2025, är den andra delen, efter Där våra floder rinner samman (2024), i en trilogi av diktsamlingar av den svenske poeten Håkan Sandell. Trilogin går under namnet Tre floder, där varje bok utgår från ett av grundelementen vatten, tid och ljus.
"Om den föregående delen tog sin utgångspunkt i vattnets element kretsar denna samling kring tid (uppfattad som vår samtid med glimtar av tillförsiktens blick riktad mot framtiden). Sista delen är enligt uppgift tänkt att gå i ljusets tecken." (Erik Bovin i Opulens)